# Sphagnorubine
Die Sphagnorubine sind eine Stoffgruppe von roten Farbstoffen, die in den Zellwänden von Torfmoosen entdeckt wurden.

## Vertreter
Bisher sind Sphagnorubin A, B und C bekannt.
| Sphagnorubine              |                                                                                 |                                                                                 |                                                                                   |
| Name                       | Sphagnorubin A                                                                  | Sphagnorubin B                                                                  | Sphagnorubin C                                                                    |
| Strukturformel             |                                                                                 |                                                                                 |                                                                                   |
| Andere Namen               | 2-(3,4-Dihydroxyphenyl)-8,11-dihydroxy-9H-phenanthro[2,1-b]pyran-9-on           | 2-(3,4-Dihydroxyphenyl)-8-hydroxy-11-methoxy-9H-phenanthro[2,1-b]pyran-9-on     | 2-(4-Hydroxy-3-methoxyphenyl)-8-hydroxy-11-methoxy-9H-phenanthro[2,1-b]pyran-9-on |
| CAS-Nummer                 | 55483-18-6                                                                      | 84018-30-4                                                                      | 84018-31-5                                                                        |
| PubChem                    | ?                                                                               | ?                                                                               | ?                                                                                 |
| Summenformel               | C23H14O6                                                                        | C24H16O6                                                                        | C25H18O6                                                                          |
| Molare Masse               | 386,36 g·mol−1                                                                  | 400,39 g·mol−1                                                                  | 414,41 g·mol−1                                                                    |
| Aggregatzustand            | fest                                                                            | fest                                                                            | fest                                                                              |
| Schmelzpunkt               | >350 °C                                                                         | >350 °C                                                                         | >350 °C                                                                           |
| Beschreibung               | granatrote Rhomben                                                              | rubinrote Nadeln                                                                | rubinrote Nadeln                                                                  |
| Löslichkeit                | nahezu unlöslich in unpolaren und schwach polaren Lösungsmitteln, 0,1 % in DMSO | nahezu unlöslich in unpolaren und schwach polaren Lösungsmitteln, 0,1 % in DMSO | nahezu unlöslich in unpolaren und schwach polaren Lösungsmitteln, 0,1 % in DMSO   |
| GHS- Kennzeichnung         | \| keine Einstufung verfügbar \|                                                | \| keine Einstufung verfügbar \|                                                | \| keine Einstufung verfügbar \|                                                  |
| H- und P-Sätze             | siehe oben                                                                      | siehe oben                                                                      | siehe oben                                                                        |
| H- und P-Sätze             | siehe oben                                                                      |                                                                                 |                                                                                   |
| keine Einstufung verfügbar |                                                                                 |                                                                                 |                                                                                   |

## Vorkommen
Die sekundären Pflanzenstoffe kommen an der Zellwand von Torfmoosen wie Sphagnum rubellum oder Sphagnum magellanicum vor. Phenylpropanoide wie Sphagnorubin sind wesentliche Strukturbestandteile der als wichtige Kohlenstoffsenke dienenden Moore.

## Beschreibung
Die mit den Anthocyanen verwandten Substanzen haben ein Phenyl-phenanthro-pyran-Gerüst.
In polaren Lösungsmitteln ist die Löslichkeit der Sphagnorubine gering, was aber bereits für eine tiefgefärbte Lösung ausreicht, während sie in unpolaren Lösungsmitteln praktisch unlöslich ist.

## Funktion
Bei niedrigen Temperaturen, wie sie etwa für Hochmoore typisch sind, ist der Stoffwechsel der Torfmoose verlangsamt. Tritt unter diesen Bedingungen hohe Lichtintensität auf, also bei geeignetem Sonnenstand ohne Schatten, so kann das Moos durch Photooxidation geschädigt werden. Da das Moos tagsüber bei kühler Temperatur mehr Sphagnorubine erzeugt als bei warmen, wird dem Pflanzenstoff eine Schutzfunktion zugeschrieben. Eine zweite biologische Funktion könnte die direkte Aufnahme von Restwärme aus der Umgebung sein, wie aus einer analogen Situation bei Ruderfußkrebsen geschlossen wird.

## Biosynthese
Die Biosynthese ist mit der von Lignin verwandt insofern als sie von Phenylalanin ausgeht. Zwischenstufe ist das Hydroxy-Derivat eines an Coenzym A gebundenen Zimtsäurerestes. Der komplexe Ablauf ist noch nicht vollständig geklärt, obwohl die technische Synthese bereits 1975 beschrieben wurde.